# للرارمة (أهل وادزا)
للرارمة هي إحدى مشيخات المملكة المغربية، تتبع جغرافيا لإقليم تاوريرت وإداريًا لأهل وادزا. يقدر عدد سكانها بـ 890 نسمة حسب الإحصاء الرسمي للسكان والسكنى لسنة 2004.